# Sindacato Italiano Appartenenti Polizia
Il Sindacato italiano appartenenti polizia (in acronimo: SIAP) è un'organizzazione nazionale composta da personale della Polizia di Stato Italiana.

## Storia
Il S.I.A.P. è il più grande sindacato di base rappresentativo e maggioritario del personale della Polizia di Stato, seconda forza sindacale d'ispirazione confederale del Comparto Sicurezza e Difesa, per quantificazione numerica degli associati terza forza sindacale. Nasce come movimento nel 1986 da comitati di base spontanei costituiti dai poliziotti sui posti di lavoro delle caserme dei reparti mobili, dei commissariati e delle questure, il fine era quello di rivendicare condizioni decorose e più dignitose per i ruoli e le qualifiche di base delle forze di polizia. Si sviluppa nei primi mesi della sua costituzione all'interno della Polizia di Stato in alcune provincie della Sicilia, Sardegna, Puglia e Abruzzo, poi strutturatosi in tutte le provincie e regioni italiane. In particolare nasce dal sindacato S.I.A.A.P.(Sindacato Italiano Agenti e Assistenti Polizia), fondato e costituito dall'Assistente Capo Giuseppe Pastore a Palermo il 22 ottobre 1987, e modificato nella sua nomenclatura nel 1992 con il nuovo acronimo S.I.A.P. (Sindacato Italiano Appartenenti Polizia).Il S.I.A.P. si ispira e si riconosce sul piano politico, culturale, storico e ideologico alle Confederazioni Sindacali, è apartitico e indipendente nell'agire sindacale e organizzativo e nelle politiche generali per la tutela e la rappresentanza del personale, rigetta i modelli e la cultura corporativa di sacche del mondo delle uniformi che s'ispirano ai modelli autoreferenti del movimento sindacale "autonomo", spesso avulsi dal contesto sociale, lavorativo e politico del Paese. Il S.I.A.P. da circa 18 anni ha un patto di mutua affiliazione con l'ANFP (Associazione Nazionale dei Funzionari di Polizia), al fine di valorizzare l'unitarietà dei diversi ruoli della Polizia di Stato, nella diversità delle funzioni e delle responsabilità attribuite ad ogni singola qualifica. Il Siap oltre alla rappresentanza e tutela dei poliziotti e delle poliziotte, è sentinella e baluardo dei lenti processi democratici e di trasparenza in seno ai corpi di polizia e armati dello Stato, cui è delegata l'uso esclusivo della forza dello Stato Repubblicano.

## Organizzazione
Il S.I.A.P. organizza le proprie strutture in:
- Segreteria nazionale (con sede in Roma)
- Segreteria regionale (con sede nel capoluogo di regione)
- Segreteria provinciale (con sede nel capoluogo di provincia)
- Segreteria sezionale
- Segreteria di base sul posto di lavoro